# جون جاي كيلي
جون جاي كيلي (بالإنجليزية: John J. Kelley)‏ هو منافس ألعاب قوى ومدرس أمريكي، ولد في 24 ديسمبر 1930 في نورويتش في الولايات المتحدة، وتوفي في 21 أغسطس 2011 في نورث ستونينغتون في الولايات المتحدة بسبب مرض.

## وصلات خارجية
- جون جاي كيلي على موقع رابطة إحصائيات سباق الطريق (الإنجليزية)
- جون جاي كيلي على موقع اللجنة الأولمبية الدولية (الإنجليزية)
- جون جاي كيلي على موقع أوليمبيديا (الإنجليزية)